# Monument 120 jaar Javaanse immigratie
Er staat een monument ter nagedachtenis aan 120 jaar Javaanse immigratie in Mariënburg in het district Commewijne in Suriname.
De officiële herdenking vindt jaarlijks op 9 augustus plaats. In 2010 werd het monument al twee dagen eerder onthuld, op 7 augustus. Hierbij waren aanwezig Paul Somohardjo en Willy Soemita, van respectievelijk de politieke partijen met een Javaanse achterban Pertjajah Luhur en KTPI, en Desi Bouterse, die wel al gekozen was als president maar die nog niet was aangetreden. Alle drie zijn bekend met Mariënburg. Soemita werd op Mariënburg geboren en Somohardjo en Bouterse woonden hier jarenlang. Tijdens de ceremonie werden kransen bij het monument gelegd.
Het monument werd door de stichting Jamu geschonken aan de Surinaamse samenleving. Financieel was er ondersteuning van drie bedrijven. Het werd gemaakt door de kunstenaar John Djojo en beeldt Javanen uit bij hun aankomst aan wal in Suriname.